# Humphries Range
Die Humphries Range ist ein Gebirgszug im ostantarktischen Viktorialand. In den Victory Mountains erstreckt er sich im Gebiet des Humphries-Gletschers.
Neuseeländische Wissenschaftler benannten ihn in Anlehnung an die Benennung des gleichnamigen benachbarten Gletschers. Dessen Namensgeber ist der neuseeländische Ionosphärenforscher John Gerard Humphries, der 1957 auf der Hallett-Station tätig war.